# Andrena sillata
Andrena sillata är en biart som beskrevs av Warncke 1975. Andrena sillata ingår i släktet sandbin, och familjen grävbin. Inga underarter finns listade i Catalogue of Life.